# Jutta Damm-Fiedler
Jutta Damm-Fiedler (*  22. Januar 1937 in Leipzig) ist eine deutsche Plakatkünstlerin und Grafik-Designerin.

## Leben und Werk
Jutta Damm-Fiedler wurde 1937 in Leipzig geboren, verbrachte dort ihre Kindheit und Schulzeit. Ab ihrem 14. Lebensjahr nahm sie an Abendkursen im Zeichnen sowie in anderen Bereichen der angewandten und darstellenden Kunst teil. Von 1956 bis 1959 studierte sie an der Fachschule für Werbung und Gestaltung Berlin-Oberschöneweide bei Karl-Heinz Schäfer. Während des Studiums lernte sie ihren späteren Ehemann Jochen Fiedler kennen.
Ab 1959 arbeitete Jutta Damm als künstlerische Leiterin des HO-Warenhauses (Handelsorganisation) Leipzig-Lindenau und von 1961 an freiberuflich in den Bereichen Plakatgestaltung (Theater, Galerien und andere kulturelle Institutionen), Gebrauchsgrafik, Fernsehdesign, Buchgestaltung (für Verlage wie Edition Leipzig, Gustav Kiepenheuer Verlag, Rosa-Luxemburg-Stiftung Sachsen) und Ausstellungsgestaltung (Schloss Hartenfels und dem Kanzleihaus in Torgau mit Jochen Fiedler). Hinzu kamen freie Aufträge für Ausstellungsgestaltung und Druckgrafik von der DEWAG Leipzig, Dresden und Berlin.
1961 gründeten Jutta Damm und Jochen Fiedler das Grafikatelier DAMM&FIEDLER in Leipzig. Sie war von 1970 bis 1990 Mitglied im Verband Bildender Künstler der DDR und hatte in der Zeit der DDR im In- und Ausland eine große Zahl von Einzelausstellungen und Ausstellungsbeteiligungen, u. a. 1972/1973, 1977/1978 und 1987/1988 an der VII., VIII. und X. Kunstausstellung der DDR in Dresden.
Gemeinsam mit Jochen Fiedler und Frank Neubauer gründete Jutta Damm-Fiedler 1975 die Gruppe PLUS in Leipzig. 1975 bis 2005 war sie mit der künstlerischen Gestaltung der Drucksachen für das Internationale Bachfest und den Internationalen Johann-Sebastian-Bach-Wettbewerb in Leipzig beauftragt. Jutta Damm-Fiedler und Jochen Fiedler richteten sich eine eigene Siebdruckwerkstatt ein, was den Druck von Kleinauflagen für Theaterdrucksachen und von Plakaten in eigenem Auftrag ermöglichte. Hinzu kamen freie Arbeiten und Farbgrafiken im Siebdruck. Sie nahm an der Leipziger Grafikbörse teil, war aber auch Jurymitglied beim Wettbewerb um die Besten Plakate des Jahres (1981, 1986, 1988 und 1989 – Vorsitzende der Jury).
„Neben Ausstellungs- und Markengestaltung, diversen Gelegenheitsgrafiken für die unterschiedlichsten Auftraggeber sind seit den 70er Jahren Plakate zu einem Hauptarbeitsgebiet geworden. In einem weitest gefächertem Themenspektrum sind sie angesiedelt: Politik, Soziales, Theater, Ausstellung, Memorial, Festtage, Film, Musik, Gedenktage, Zoo, Werbung und immer wieder ausgezeichnet. Der Maxime, künstlerisch gestaltende Arbeit für den Gebrauch zu entwerfen, blieb man sich bis heute treu. Der Auftraggeber mit seiner Intention, seinem Ziel und der vorbestimmten Zielgruppe blieb stets der Mittelpunkt der Herangehensweise an einen Plakatauftrag. Damit nehmen sich die Gestalter sehr bewusst zurück, reduzieren erkennbare, unverwechselbare Handschriften zugunsten einer optimalen plakativen Ankündigung auf ein Minimum. Trotzdem verbleiben individuelle Gestaltungskonzepte erhalten, die breiten Möglichkeiten werden ausgelotet, nach der adäquaten Plakatsprache gesucht.“
Von 1991 bis 1995 war Jutta Damm-Fiedler Vorstandsmitglied im Verband der Grafikdesigner (VGD). Sie übernahm neben der freiberuflichen Tätigkeit von 1998 bis 2006 einen Lehrauftrag an der Hochschule für Technik, Wirtschaft und Kultur Leipzig im Fachbereich Verpackung.
Jutta Damm ist seit 1968 mit dem Grafik-Designer Jochen Fiedler verheiratet, 1966 wurde die Tochter Grit und 1974 der Sohn Falk geboren.

## Ausstellungen (unvollständig)

### Mit Jochen Fiedler und der Gruppe PLUS
- 1975–1988 in Leipzig, Berlin, Oschatz, Cottbus, Crivitz, Mölkau, Brünn, Pecs, Krakau.
- 1997 Jutta Damm-Fiedler, Jochen Fiedler – Plakate, Mährische Galerie Brünn.
- 2011 Jutta Damm-Fiedler. Jochen Fiedler. Plakate aus fünf Jahrzehnten. Kunstmuseum Dieselkraftwerk Cottbus.
- 2015 Plakate 2+2. Eine Huldigung an die Plakatkunst. Plakate über zwei Generationen. (mit Grit und Falk Fiedler), Markkleeberg.
- 2017 Grafik zum Neuen Jahr. (mit Jochen Fiedler), Galerie art Kapella, Schkeuditz.
- 2017 Damm & Fiedler. 57 Jahre Gebrauchsgrafik 1960-2017. Villa Najork, Leipzig.

### Internationale Plakatausstellungen
Ab 1972, kontinuierliche Beteiligungen an Internationalen Plakatausstellungen, u. a.:
- Internationale Biennale des Plakates in Warschau/Polen.
- Internationale Biennale of Graphic Design Brünn/Tschechien.
- Internationale Triennale des Plakates, Mons/Belgien.
- Internationale Plakatausstellung Writers’ Week, Listowel/Irland.
- Internationale Poster Biennale, Lahti/Finnland.
- 1979 The Baghdad International Poster Exhibition, Baghdad/Iraqi Cultural Center Gallery, London.
- 1980 II. manifesto d’arte nella DDR, Museo di Sant’Agostino, Genua.
- 1981/1983/1985 Internationale Einladungsplakatausstellung, Colorado State University, Fort Collins, N.A.
- 1988 3. Internationale Plakatausstellung Salon 88, Grand Palais, Paris.
- 1990 I. International Poster Biennial in Mexico
- 1991 III. International Biennale of Theatre Poster Rzeszów, Rzeszów/Polen.
- 1995 Internationale Triennale für Theaterplakate, Sofia/Bulgarien.
- 1999 Internationale Plakat Ausstellung, Dansk Museum, Aarhus/Dänemark

### Nationale Plakatausstellungen seit der deutschen Wiedervereinigung
- 2000 Plakatw(a)ende/Ostdeutsche Grafiker 1990-2000. Brandenburgisches Landesmuseum für moderne Kunst Cottbus.
- 2007 überklebt - Plakate aus der DDR. Schleswig-Holstein-Haus, Schwerin.
- 2015 Anschläge von „Drüben“. DDR-Plakate 1949-1990. Museum Folkwang, Essen.
- 2015 Plakate von Frauen - Made in GDR. Schleswig-Holstein-Haus, Schwerin.
- 2016 Kunst/Plakat/Kunst. Landtag Brandenburg, Potsdam.
- 2019 Die Spur der Hand. Analoge und digitale Pfade ins Plakat. blmk Brandenburgisches Landesmuseum für moderne Kunst Cottbus
- 2020 Kollektive Signaturen. blmk Brandenburgisches Landesmuseum für moderne Kunst Cottbus

## Ehrungen (unvollständig)
- 1972 Kunstpreis des DTSB (mit Jochen Fiedler).
- 1975 1. Preis im Plakatwettbewerb „III. Internationales Bachfest Leipzig“.
- 1976 Kunstpreis der Stadt Leipzig (mit Jochen Fiedler und Frank Neubauer)

Auszeichnungen und Preise bei nationalen und internationalen Ausstellungen und Wettbewerben.

## Museen und öffentliche Sammlungen mit Plakaten Jutta Damm-Fiedlers
- Art Museum Lahti, Finnland.
- blmk, Brandenburgisches Landesmuseum für moderne Kunst, Cottbus.
- Dansk Plakatmuseum, Aarhus/Dänemark.
- Deutsches Historisches Museum, Berlin.
- International Poster Collection, Colorado.
- Lindenau-Museum, Altenburg.
- Museum Folkwang, Essen.
- Mährische Galerie Brünn, Plakatsammlung.
- Museum für Kunst und Gewerbe, Hamburg.
- Museum für Gestaltung, Zürich.
- Plakatmuseum Wilanów, Warschau.
- Triennale internationale de l’affiche politique de Mons, Plakatsammlung.
- Stiftung Plakat OST, Berlin.